# Джміль садовий
Джміль садо́вий (Bombus hortorum) — вид комах ряду перетинчастокрилих.

## Видовий епітет
Видовий епітет лат. hortorum перекладається як укр. садовий.

## Поширення
Європа, Кавказ, Закавказзя, Казахстан, Сибір і Далекий Схід, на півночі зустрічається до підзони середньої тайги. Інтродукований в Новій Зеландії та Ісландії.
Вид поширений по всій території України.

## Короткий опис імаго
Довгохоботковий. Великі джмелі довжиною тіла 18-24 мм.

## Особливості біології та місця проживання
Широкий полілект. Гніздиться підземно в старих норах гризунів, охоче заселяє штучні підземні порожнини. Будує гніздо пізньою весною і на початку літа. Збирає пилок на рослинах з родин бобові, жовтецеві  та  губоцвіті, а також на деяких рослинах з родин шорстколисті, березкові, розові, складноцвіті, маслинові.

## Ресурси Інтернету
- http://www.bumblebee.org/hort.htm [Архівовано 7 червня 2015 у Wayback Machine.]
- bombus.de
- wildbienen.de [Архівовано 18 травня 2015 у Wayback Machine.]